# Church Hill (Maryland)
Church Hill es un pueblo ubicado en el condado de Queen Anne en el estado estadounidense de Maryland. En el Censo de 2010 tenía una población de 745 habitantes y una densidad poblacional de 403,43 personas por km².

## Geografía
Church Hill se encuentra ubicado en las coordenadas 39°8′42″N 75°58′51″O / 39.14500, -75.98083. Según la Oficina del Censo de los Estados Unidos, Church Hill tiene una superficie total de 1.85 km², de la cual 1.85 km² corresponden a tierra firme y (0%) 0 km² es agua.

## Demografía
Según el censo de 2010, había 745 personas residiendo en Church Hill. La densidad de población era de 403,43 hab./km². De los 745 habitantes, Church Hill estaba compuesto por el 73.69% blancos, el 14.23% eran afroamericanos, el 0.13% eran amerindios, el 1.88% eran asiáticos, el 0% eran isleños del Pacífico, el 7.11% eran de otras razas y el 2.95% pertenecían a dos o más razas. Del total de la población el 10.07% eran hispanos o latinos de cualquier raza.